# Andrej Karlin
Andrej Karlin (Stara Loka, 15 novembre 1857 – Maribor, 5 aprile 1933) è stato un vescovo cattolico austriaco naturalizzato jugoslavo.

## Biografia

### Formazione e ministero sacerdotale
Frequentò il liceo e studiò teologia a Lubiana. 
Il 27 luglio 1880 fu ordinato presbitero per poi ricoprire alcuni incarichi ecclesiastici in Carniola e a Roma, dove fu cappellano della chiesa di Santa Maria dell'Anima. Nella capitale italiana studiò diritto canonico e fu insignito del titolo di dottore in utroque iure. Tornato in Carniola, ricoprì diversi incarichi, tra cui quello di canonico della cattedrale di Lubiana. 

### Ministero episcopale
Nel dicembre del 1910 fu nominato vescovo di Trieste e Capodistria. Nonostante il clima teso nella città giuliana, dove crescevano ogni giorno le tensioni nazionali tra la maggioranza italiana e la minoranza slovena, Karlin, che era anch'egli sloveno, mantenne una posizione super partes. 
Il 2 luglio 1914 benedisse le salme di Francesco Ferdinando e della moglie Sophie, assassinati pochi giorni prima a Sarajevo, mentre erano di passaggio a Trieste alla volta di Vienna. Con lo scoppio della guerra il vescovo Karlin si schierò apertamente con la casata imperiale, sostenendo lo sforzo bellico austro-ungarico con iniziative simboliche come la donazione di campane per forgiare cannoni, la cessione di immobili ad uso dell'esercito o la sottoscrizione di prestiti di guerra. 
Dopo il crollo dell'Austria-Ungheria e la fine del conflitto, egli mantenne un atteggiamento apertamente ostile verso le nuove autorità italiane, alimentando così ulteriormente le tensioni etniche. Nel dicembre 1918 un gruppo di nazionalisti italiani penetrò nella curia triestina e la devastò rubando anche il diario dello stesso Karlin. Essendo ormai la situazione insostenibile, fu rimosso da papa Benedetto XV e nominato vescovo titolare di Temiscira.
Tornato in Slovenia, fu nominato nel giugno del 1923 vescovo di Lavant.

## Genealogia episcopale e successione apostolica
La genealogia episcopale è:
- Cardinale Scipione Rebiba
- Cardinale Giulio Antonio Santori
- Cardinale Girolamo Bernerio, O.P.
- Arcivescovo Galeazzo Sanvitale
- Cardinale Ludovico Ludovisi
- Cardinale Luigi Caetani
- Cardinale Ulderico Carpegna
- Cardinale Paluzzo Paluzzi Altieri degli Albertoni
- Papa Benedetto XIII
- Papa Benedetto XIV
- Cardinale Enrico Enriquez
- Arcivescovo Manuel Quintano Bonifaz
- Cardinale Buenaventura Córdoba Espinosa de la Cerda
- Cardinale Giuseppe Maria Doria Pamphilj
- Papa Pio VIII
- Papa Pio IX
- Cardinale Alessandro Franchi
- Cardinale Gaetano Aloisi Masella
- Cardinale Franz Xaver Nagl
- Vescovo Andrej Karlin

La successione apostolica è:
- Vescovo Ivan Jožef Tomažič (1928)